# 풋볼 얼라이언스
풋볼 얼라이언스(Football Alliance)는 잉글랜드의 축구 리그로, 1889년부터 1892년까지 존재했던 리그이다.
풋볼 얼라이언스는 12팀으로 구성된 풋볼 리그에 대한 라이벌로서, 1888-89시즌에 처음 시작되었으며 역시 12팀으로 구성되어 있었다. 풋볼 얼라이언스는 풋볼 리그와 비슷한 지리적 범위인 중부 내륙부부터 북서쪽까지를 차지하고 있었지만, 셰필드, 그림스비, 선덜랜드 지역을 포함하여 동쪽으로 더 넓었다. 더 웬즈데이가 첫 번째 우승 팀이었다.
얼라이언스의 첫 시즌이 끝나고, 스토크가 풋볼 리그에서 떨어져 나왔고, 얼라이언스는 새로이 참가팀으로 받아들였다. 다음해에 풋볼 리그가 팀을 14팀으로 늘리게 되면서 스토크와 또 다른 얼라이언스 클럽인 다웬이 풋볼리그에 참가하게 되어 얼라이언스를 떠났다.
1892년에 두 리그는 공식적으로 통합하기로 하고, 대부분 풋볼 얼라이언스 팀을 포함하여 풋볼 리그 2부 디비전이 만들어졌다. 그리고 현재의 리그 팀들에 얼라이언스 팀 가운데 상위권 세 팀을 합하여 풋볼 리그 1부 디비전을 형성하였다.

## 참가 클럽
| 1889-1890            |
| -------------------- |
| 그림스비 타운        |
| 노팅엄 포레스트      |
| 뉴튼 히스            |
| 다웬                 |
| 더 웬즈데이          |
| 롱 이튼 레인저스     |
| 버밍엄 세인트 조지스 |
| 부틀                 |
| 선덜랜드 앨비언      |
| 스몰 히스            |
| 월솔 타운 스위프츠   |
| 크루 알렉산드라      |

| 1890-1891            |
| -------------------- |
| 그림스비 타운        |
| 노팅엄 포레스트      |
| 뉴튼 히스            |
| 다웬1                |
| 더 웬즈데이          |
| 버밍엄 세인트 조지스 |
| 부틀                 |
| 선덜랜드 앨비언      |
| 스몰 히스            |
| 스토크1              |
| 월솔 타운 스위프츠   |
| 크루 알렉산드라      |

| 1891-1892            |
| -------------------- |
| 그림스비 타운2       |
| 노팅엄 포레스트1     |
| 뉴튼 히스1           |
| 더 웬즈데이1         |
| 링컨 시티2           |
| 버밍엄 세인트 조지스 |
| 버튼 스위프츠2       |
| 부틀2                |
| 스몰 히스2           |
| 아드윅2              |
| 월솔 타운 스위프츠2  |
| 크루 알렉산드라2     |

1: 풋볼 리그 1부 디비전에 참가함.

2: 풋볼 리그 2부 디비전에 참가함.

## 풋볼 얼라이언스 우승 팀
| 시즌    | 클럽            |
| ------- | --------------- |
| 1889–90 | 더 웬즈데이     |
| 1890–91 | 스토크          |
| 1891–92 | 노팅엄 포레스트 |